# Hans Franz Neubauer
Hans Franz Neubauer, geb. Johann Franz Neubauer (* 4. Januar 1911 in Wien; † 7. Juni 1989) war ein deutsch-österreichischer Botaniker und Hochschullehrer.

## Leben
Aufgewachsen als Sohn eines deutsch-mährischen Postbeamten bestand Neubauer 1929 das Abitur am Gymnasium in Klosterneuburg. Anschließend studierte er Botanik und Zoologie an der Universität Wien und wurde hier 1934 promoviert. Daran schlossen sich eine Zeit als wissenschaftlicher Assistent sowie ab 1940 der Kriegsdienst und ab 1943 die Gefangenschaft an. Ab 1948 lehrte er an der Universität in Kabul in Afghanistan und war von 1952 bis 1962 Professor für Botanik und Pharmazie an der Universität von Bandung auf Java. Danach kehrte Neubauer für zwei weitere Jahre nach Kabul als Mitglied im Partnerschaftsteam der Universität Bonn zurück. Die Habilitation erfolgte 1964 wieder an der Universität Wien. Nach einer kurzen Beschäftigung in Bonn im Frühjahr 1965 wurde Neubauer im Mai Kustos des Botanischen Gartens Gießen und hielt zugleich Lehrveranstaltungen an der Universität Gießen bis zu seinem Ruhestand 1976.

## Schriften (Auswahl)
- Untersuchungen zur Ökologie der Photosynthese einheimischer Laubgehölze, Dissertation Universität Wien 1934.
- Über das Vorkommen einiger Orchideen in der Umgebung von Wördern (= Unsere Heimat, Neue Folge Band 10), 1937.
- Die Wälder Afghanistans. Eine kurze Übersicht, in: Festschrift für Erwin Aichinger zum 60. Geburtstag, hg. v. Naturwissenschaftlicher Verein für Kärnten, Band 1, Wien 1954, S. 494–503.
- Arbeiten aus dem Gebiete der Anatomie und Ökologie der Pflanzen, Habilitationsschrift Universität Wien 1964.
- Zur Deutung der Angiospermenblüte, in: Senckenbergiana biologica, 67. Jg. (1986).

| Personendaten    | Personendaten                                          |
| ---------------- | ------------------------------------------------------ |
| NAME             | Neubauer, Hans Franz                                   |
| ALTERNATIVNAMEN  | Neubauer, Johann Franz (Geburtsname)                   |
| KURZBESCHREIBUNG | deutsch-österreichischer Botaniker und Hochschullehrer |
| GEBURTSDATUM     | 4. Januar 1911                                         |
| GEBURTSORT       | Wien                                                   |
| STERBEDATUM      | 7. Juni 1989                                           |